# Wrigley Field (Los Ángeles)
El Wrigley Field fue un estadio de béisbol en Los Ángeles, California, construido en 1925.

## Descripción
El parque fue diseñado por Zachary Taylor Davis, quien había diseñado los estadios de las Grandes Ligas "Comiskey Park" y "Wrigley Field" en Chicago, Illinois. 
Albergó a equipos de béisbol de las ligas menores de la región durante más de 30 años. Fue el estadio local del equipo Los Angeles Angels de la Liga de la Costa del Pacífico (PCL) que jugaron de 1903 a 1957, así como del posterior equipo Los Angeles Angels de las Grandes Ligas de Béisbol (MLB) en su temporada inaugural en 1961.
El estadio sirvió como escenario para películas de Hollywood sobre béisbol, la serie de televisión de 1960 "Home Run Derby", festivales de jazz, concursos de belleza y manifestaciones por los derechos civiles.
Fue demolido en 1969, y en su lugar se construyó el Gilbert Lindsay Community Center de Los Ángeles.